# Undara Volcanic National Park
Undara Volcanic National Park är en park i Australien. Den ligger i delstaten Queensland, omkring 1 300 kilometer nordväst om delstatshuvudstaden Brisbane.
Trakten runt Undara Volcanic National Park är nära nog obefolkad, med mindre än två invånare per kvadratkilometer.. Det finns inga samhällen i närheten.
I omgivningarna runt Undara Volcanic National Park växer huvudsakligen savannskog.  Genomsnittlig årsnederbörd är 777 millimeter. Den regnigaste månaden är februari, med i genomsnitt 180 mm nederbörd, och den torraste är september, med 4 mm nederbörd.